# Prietrž
Prietrž este o comună slovacă, aflată în districtul Senica din regiunea Trnava. Localitatea se află la altitudinea de 293 m deasupra n.m., se întinde pe o suprafață de 24,69 km2 și în 2017 număra 737 de locuitori.

## Istoric
Localitatea Prietrž este atestată documentar din 1262.

## Demografie
| An:                | 1994 | 2004    | 2014   | 2024   |
| ------------------ | ---- | ------- | ------ | ------ |
| Număr de persoane: | 792  | 708     | 736    | 727    |
| Diferență:         |      | −10,60% | +3,95% | −1,22% |

| An:                | 2023 | 2024   |
| ------------------ | ---- | ------ |
| Număr de persoane: | 733  | 727    |
| Diferență:         |      | −0,81% |